# Smells Like Teen Spirit
Vous lisez un « article de qualité » labellisé en 2014.
Singles de Nirvana
Here She Comes Now
(1991) On a Plain
(1991)
Pistes de Nevermind
In Bloom
(2)
Smells Like Teen Spirit est la première chanson de l'album Nevermind, du groupe américain Nirvana, sorti en 1991. Composée un peu avant l'enregistrement de l'album, elle doit son nom à une référence faite par une amie de Kurt Cobain, le chanteur du groupe, à une marque de déodorant nommée Teen Spirit alors que Cobain pensait y voir une allusion anarchiste. Le titre utilise une dynamique inspirée des Pixies qui joue sur l'alternance entre couplets calmes et refrain puissant avec un riff principal à quatre accords. Ses paroles semblent dépourvues de sens et ont donné lieu à diverses interprétations, parfois contradictoires.
C'est la première chanson de l'album à sortir en tant que single, et son succès inattendu, dû en grande partie aux nombreux passages quotidiens du clip sur MTV, contribue largement à propulser l'album au sommet des classements musicaux dans le monde entier. Le single se classe à la 6e place du Billboard Hot 100 aux États-Unis et intègre le top 10 dans de nombreux pays européens, occupant même la première place en France, en Belgique et en Espagne. La chanson est également très bien accueillie par la critique et remporte deux MTV Video Music Awards lors d'une cérémonie devenue célèbre en raison d'un incident ayant opposé Nirvana au groupe Guns N' Roses.
La chanson devient un hymne de la génération X et fait accéder le groupe à la célébrité internationale, une notoriété que ses membres, et Kurt Cobain en particulier, ont du mal à assumer. Le groupe ne l'interprète d'ailleurs parfois plus en concert lors de ses dernières tournées. Elle est reprise ou parodiée par de nombreux artistes et continue à être régulièrement citée par le public et les critiques parmi les plus grandes chansons de rock de tous les temps. Elle est listée à la neuvième place des 500 plus grandes chansons de tous les temps selon Rolling Stone.

## Genèse et enregistrement

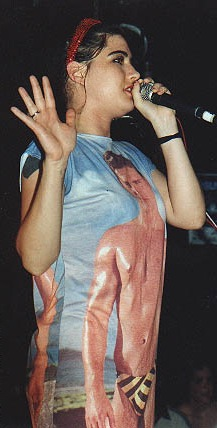
Kathleen Hanna est à l'origine du titre de la chanson.

Kurt Cobain commence à écrire Smells Like Teen Spirit, au début de l'année 1991, quelques semaines avant l'enregistrement de l'album Nevermind. Il s'inspire du style musical des Pixies, un groupe qu'il admire beaucoup, expliquant plus tard qu'il tentait « d'écrire la chanson pop ultime. Je dois reconnaître que j'essayais en gros de copier les Pixies. Quand j'ai entendu les Pixies pour la première fois, je me suis senti si fortement relié à ce groupe que j'aurais pu en faire partie, ou au moins faire partie d'un cover band des Pixies. J'ai utilisé leur sens de la nuance, doux et calme puis dur et bruyant ».
Quand Cobain présente pour la première fois la chanson à Dave Grohl et Chris Novoselic, elle comporte seulement le riff principal et la mélodie vocale du refrain. Novoselic trouve que l'air est « ridicule » mais Cobain insiste et fait répéter le morceau au groupe pendant une heure et demie. Après avoir joué le riff à plusieurs reprises, Novoselic suggère de le ralentir un peu et commence ainsi à jouer la partie de basse du couplet alors que Grohl fait de même à la batterie. Cette élaboration de la chanson par tout le groupe en fait le seul titre de Nevermind où ses trois membres sont crédités comme auteurs.
Le titre de la chanson tient son origine de la phrase « Kurt smells like Teen Spirit » (« Kurt a l'odeur de l'Esprit Adolescent ») que son amie Kathleen Hanna, alors chanteuse du groupe Bikini Kill, a écrit sur un mur de sa chambre lors d'une soirée à l'aide d'une bombe de peinture aérosol. Cobain prête à cette phrase une signification révolutionnaire en raison des discussions sur l'anarchisme et le punk rock qu'il a eues avec Hanna. Il est donc flatté sur le moment et n'apprend qu'après la sortie du single que Teen Spirit (« Esprit Adolescent ») était le nom du déodorant que portait Tobi Vail, sa petite amie de l'époque avec qui il a rompu entretemps,.
En mai 1991, le groupe se prépare à retrouver le producteur Butch Vig, avec qui Cobain et Novoselic ont déjà travaillé pour enregistrer une démo en avril 1990 aux studios Smart, pour l'enregistrement de Nevermind. Avant de partir le rejoindre à Los Angeles, ils lui envoient une cassette de répétitions sur laquelle figurent de nouvelles compositions, notamment Come as You Are et Smells Like Teen Spirit. Le son de la cassette est horriblement distordu en raison d'un volume sonore trop important mais Vig peut néanmoins identifier la mélodie et pressent que la chanson a du potentiel. Lorsque le groupe arrive à Los Angeles, l'impression de Vig se confirme quand il assiste aux premières répétitions du trio, le producteur se mettant à sauter sur place d'excitation quand il entend le morceau.
Durant l'enregistrement aux studios Sound City, Vig suggère de modifier quelques arrangements de la chanson, ajoutant une improvisation de guitare au refrain et réduisant la longueur de ce dernier. Le trio enregistre la piste sonore principale en trois prises et décide de conserver la deuxième. Vig procède à quelques corrections acoustiques de la piste principale en raison des difficultés qu'éprouve Cobain à bien synchroniser ses changements de pédales d'effet. Le producteur obtient du chanteur qu'il fasse trois prises pour l'enregistrement de la piste vocale et s'en estime satisfait, Cobain n'acceptant que très rarement d'aller au-delà de ce nombre.

## Thèmes et composition

### Musique
Smells Like Teen Spirit suit une progression d'accords fa - si bémol - la bémol - ré bémol avec un riff de guitare principal construit autour de quatre power chords jouées dans un frottement de croches syncopées. Les accords de guitare sont doublés car le groupe souhaite qu'ils « sonnent de façon plus puissante ». Les accords ont parfois des sonorités suspendues car Kurt Cobain joue avec les quatre cordes du bas pour donner de la densité au son.

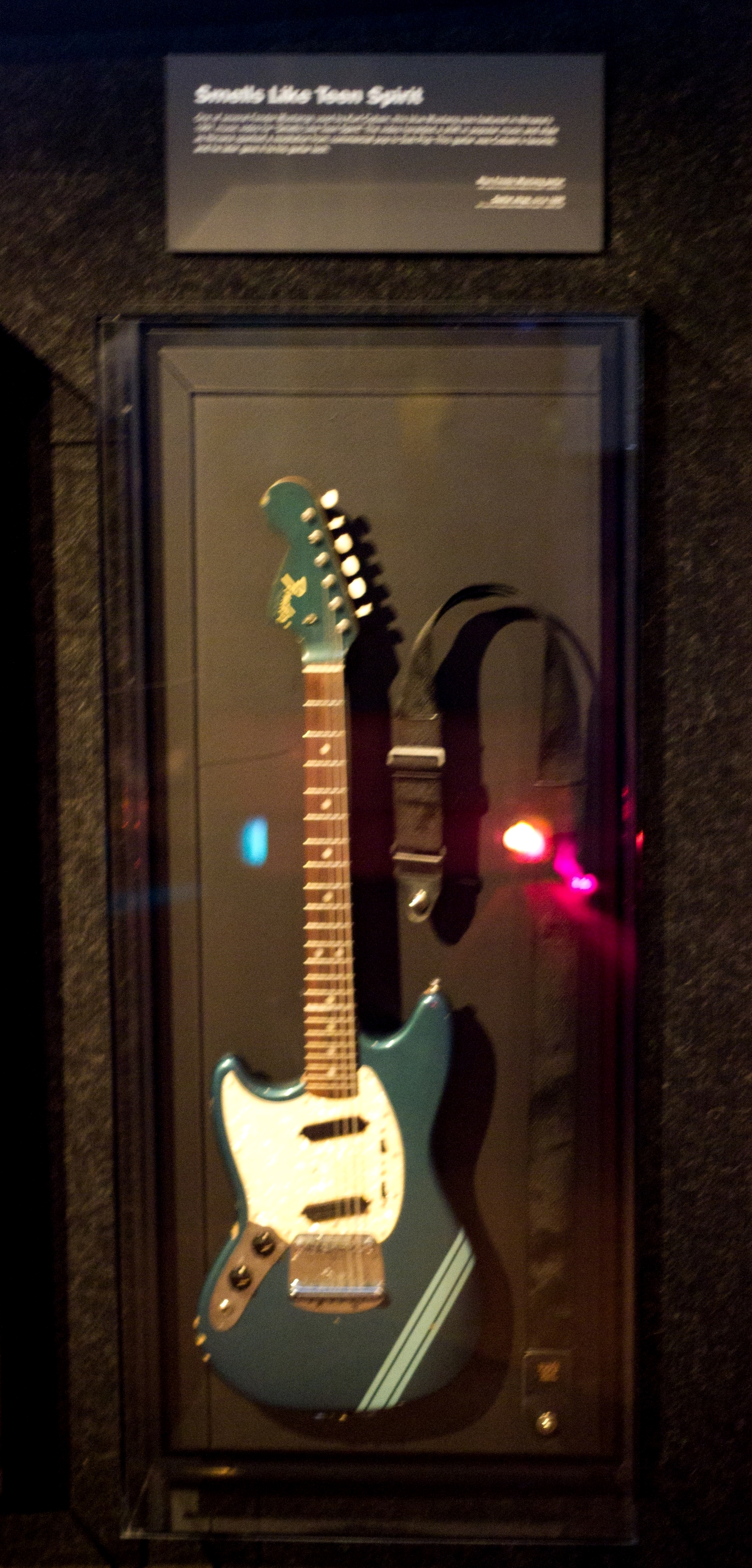
La Fender Mustang utilisée par Kurt Cobain pour le clip de Smells Like Teen Spirit et exposée à l'Experience Music Project de Seattle.

La chanson est bâtie autour d'une structure musicale simple, couplet calme et refrain puissant, dans le style des chansons des Pixies, et de riffs de guitare présentant des similarités avec ceux de Louie Louie (1963) des Kingsmen ou encore de More Than a Feeling (1976) du groupe Boston dont Cobain était fan durant son adolescence. Les sections musicales sont constituées de quatre, huit ou douze mesures avec un couplet et une montée avant le refrain à huit mesures et un refrain à douze mesures. Les éléments de la structure musicale sont délimités par des variations de nuances, passant plusieurs fois d'un son calme à un son beaucoup plus fort dans le style punk hardcore. Cette structure est devenue par la suite un modèle très imité dans le rock alternatif en raison du succès de la chanson.
Le groupe maintient la même progression d'accords pour les couplets et le refrain. Cobain joue une ligne de guitare à deux notes par-dessus la ligne de basse de Chris Novoselic, construite autour de croches et qui trace les grandes lignes de la progression d'accords. Les percussions de Dave Grohl qui rappellent vaguement le Amen Break explosent au refrain, mais restent très contrôlées et simples durant les couplets. En 2021, lors d'une entrevue avec Pharrell Williams, le batteur Dave Grohl  a dévoilé que le break de batterie avant les refrains était inspiré de percussions disco. Il cite notamment The Gap Band et Tony Thompson (membre du groupe de musique Chic) comme inspiration directe. À l'approche du refrain, Cobain commence à jouer les deux mêmes notes à chaque temps de la mesure tout en répétant le mot « Hello ». Il se sert d'un effet de chorus sur la montée avant le refrain.À la fin des première et deuxième répétitions du refrain, Cobain réalise un bend à l'unisson tout en criant « Yeah ». Après la deuxième répétition du refrain, il joue un solo de guitare de seize mesures qui reprend presque entièrement sa mélodie vocale du couplet et de la montée. Lors de la troisième et dernière répétition du refrain, Cobain termine en chantant plusieurs fois « A denial » (« un démenti »), en forçant de plus en plus sur sa voix jusqu'au hurlement.

### Paroles
Les paroles sont particulièrement cryptiques et ont donné lieu à diverses interprétations, parce qu'elles semblent dépourvues de sens mais aussi en raison de la voix de Cobain, qui fait peu d'efforts pour articuler. Le problème est dans un premier temps amplifié par le fait que la pochette de l'album ne comprend pas les paroles des chansons. À cause de ces paroles difficiles à saisir, certains animateurs de radios refusent initialement de passer Smells Like Teen Spirit sur leurs ondes car ils n'arrivent pas à comprendre ce que Cobain chante. Lorsque MTV commence à diffuser le clip plusieurs fois par jour, la chaîne rajoute même les paroles de la chanson qui défilent sur le bas de l'écran. Le critique musical Dave Marsh compare la chanson au Louie Louie des années 1990, estimant que, comme ce titre, « elle ne révèle ses secrets qu'à contrecœur et souvent de façon incohérente ». Lors de sa tentative de décodage des paroles, Marsh, après avoir lu leur version officielle, affirme : « ce que j'avais imaginé était un peu mieux (ou au moins plus gratifiant) que ce que Nirvana chante réellement. Pire que tout, je ne suis pas sûr d'en savoir plus sur leur signification qu'avant que je ne connaisse la version officielle ».
La chanson a été souvent interprétée comme un hymne révolutionnaire adolescent, interprétation renforcée par son clip musical. Dans une interview donnée le jour de la sortie de l'album, Kurt Cobain affirme que la chanson évoque ses amis, expliquant : « nous nous sentons encore comme des adolescents parce que nous ne suivons pas les règles de conduite que l'on attend de nous en tant qu'adultes. […] C'est aussi une sorte d'hymne révolutionnaire adolescent ». Plus tard, après le succès de la chanson, Cobain s'amuse à brouiller les pistes en donnant des explications différentes et en ne divulguant rien de précis sur sa signification, affirmant par exemple qu'elle est « une attaque contre l'esprit jeune, et pas une célébration » comme l'a interprété le grand public. Lors d'une discussion avec Michael Azerrad au sujet de la chanson, Cobain révèle qu'il ressentait comme un devoir « de décrire ses sentiments à propos de son environnement et de sa génération ».
Les contradictions dans les paroles ont également été décrites comme « une exploration typiquement obscure de Cobain de la signification et du non-sens ». Michael Azerrad met l'accent sur les paroles contradictoires, comme « It's fun to lose and to pretend » (« c'est amusant de perdre et de faire semblant » ), pour déclarer que « la conclusion qui apparaît n'est pas seulement le conflit entre deux idées opposées, mais le trouble et la colère que ce conflit engendre chez le narrateur - il est en colère d'être ainsi désorienté ». Azerrad conclut en écrivant que la chanson est « une réaction sarcastique à l'idée qu'il y ait vraiment une révolution, idée qu'elle épouse pourtant dans le même temps ».
Dans sa biographie de Kurt Cobain, Charles R. Cross soutient que la chanson fait référence à la relation sentimentale que Cobain a entretenu avec Tobi Vail. Cross cite en exemple le vers « She's over-bored and self-assured » (« elle est blasée de tout et pleine d'aplomb » ) en affirmant que cela ne peut s'adresser à personne d'autre que Vail. Certains ont avancé l'idée que les paroles du refrain « a mulatto, an albino, a mosquito » (« un mulâtre, un albinos, un moustique ») faisaient référence aux surnoms que se donnaient entre eux les membres du groupe mais cette théorie est loin de faire l'unanimité. Pour Krist Novoselic, la chanson est une « dénonciation de la mentalité conformiste des masses », un « appel à prendre conscience » de l'intrusion des entreprises dans la culture de la jeunesse, mise en exergue par le vers du refrain « Here we are now, Entertain us » (« Nous sommes ici maintenant, divertissez-nous »), qui est une phrase que Cobain disait quand il arrivait à une soirée, afin de « briser la glace ». Dave Grohl affirme qu'il ne pense pas que la chanson délivre un quelconque message, expliquant à ce sujet : « en voyant Kurt écrire les paroles d'une chanson cinq minutes avant qu'il ne la chante pour la première fois, vous avez un peu de mal à croire que cette chanson a beaucoup à dire au sujet de quoi que ce soit ».

## Parution et accueil
Smells Like Teen Spirit est diffusé sur les ondes à partir du 27 août 1991 puis paraît en tant que premier single de l'album Nevermind le 10 septembre. Kurt Cobain s'y est au début opposé, lui préférant Lithium, car il trouve que la chanson ressemble trop à un titre des Pixies et que « les gens vont nous épingler à cause de ça ». La chanson ne rentre pas immédiatement dans le classement du Billboard et se vend bien seulement dans certaines régions des États-Unis, telles que le nord-ouest, où le groupe a déjà acquis une certaine notoriété. L'objectif visé par DGC Records est d'ailleurs de rassembler une base de fans parmi les amateurs de rock alternatif, tandis que le deuxième single programmé, Come as You Are, doit fédérer un public plus large. Cependant, des radios étudiantes ou spécialisées dans le rock alternatif commencent à programmer le single à un rythme soutenu et les auditeurs y sont immédiatement réceptifs.
Le 14 octobre, le clip de la chanson est diffusé pour la première fois dans l'émission 120 Minutes de MTV, programmée tard dans la nuit, avant que Headbangers Ball, l'émission de metal de la chaîne, ne l'élise « Brise-crâne de la semaine » le 25 octobre. Consciente de sa popularité, MTV commence rapidement à le passer plusieurs fois pendant la journée pendant neuf semaines,. La semaine du 9 novembre, la chanson accède à la 27e position du Billboard Mainstream Rock Tracks. Kurt Cobain se désole de cette médiatisation, affirmant qu'il « ne pense pas que cela soit génial de passer 20 fois par jour sur MTV, à part pour les ventes de l'album. Du strict point de vue de l'image du groupe, c'est catastrophique. On passe vraiment pour un produit de consommation courante ». À la fin de l'année, le single comme l'album sont devenus des hits et le phénomène atteint toutes les stations de radio diffusant du rock. Certaines radios sont toutefois réticentes à programmer la chanson régulièrement, en jugeant le son trop bruyant, et la diffusent seulement la nuit.
Le single occupe son meilleur classement au Billboard Hot 100, une 6e place, la même semaine où l'album s'empare de la première place du Billboard 200. Il se classe également à la première place du Billboard Mainstream Rock Tracks et connaît aussi un important succès en Europe en intégrant le top 10 de la plupart des classements musicaux nationaux, atteignant même la première place en France, où il fait partie du Top 50 pendant 29 semaines, en Belgique et en Espagne. Aux États-Unis, le single est certifié disque de platine, soit plus d'un million d'exemplaires vendus, en avril 1992, puis dépasse les 1,7 million d'exemplaires avec les téléchargements en 2010. Le single obtient la même certification au Danemark, au Royaume-Uni et en Italie, et est disque d'or en Allemagne, en Australie, en Nouvelle-Zélande et en Suède.

### Classements et certifications
| Classement (1992)                      | Meilleure position |
| -------------------------------------- | ------------------ |
| Allemagne (Media Control AG)           | 2                  |
| Australie (ARIA)                       | 5                  |
| Autriche (Ö3 Austria Top 40)           | 8                  |
| Belgique (Flandre Ultratop 50 Singles) | 1                  |
| Canada (Canadian Singles Chart)        | 9                  |
| Espagne (Promusicae)                   | 1                  |
| États-Unis (Hot 100)                   | 6                  |
| États-Unis (Mainstream Rock Tracks)    | 1                  |
| Finlande (Suomen virallinen lista)     | 8                  |
| France (SNEP)                          | 1                  |
| Irlande (Irish Singles Chart)          | 15                 |
| Italie (FIMI)                          | 6                  |
| Norvège (VG-lista)                     | 2                  |
| Nouvelle-Zélande (RMNZ)                | 1                  |
| Pays-Bas (Nederlandse Top 40)          | 3                  |
| Royaume-Uni (UK Singles Chart)         | 7                  |
| Suède (Sverigetopplistan)              | 3                  |
| Suisse (Schweizer Hitparade)           | 6                  |

| Pays                     | Ventes      | Certifications |
| ------------------------ | ----------- | -------------- |
| Ventes totales           |             |                |
| Allemagne (BVMI)         | 250 000 +   | Or             |
| Australie (ARIA)         | 35 000 +    | Or             |
| États-Unis (RIAA)        | 1 724 000 + | Platine        |
| Nouvelle-Zélande (RMNZ)  | 5 000 +     | Or             |
| Suède (GLF)              | 25 000 +    | Or             |
| Royaume-Uni (BPI)        | 1 200 000 + | 2 × Platine    |
| Ventes digitales         |             |                |
| Danemark (IFPI Danemark) | 60 000 +    | Platine        |
| Italie (FIMI)            | 60 000 +    | 2 × Platine    |
| Streaming                |             |                |
| Danemark (IFPI Danemark) | 30 000 +    | Or             |

### Accueil critique et postérité
La chanson est très bien accueillie par la critique. En 1991, Smells Like Teen Spirit est nommé single de l'année lors du vote annuel des critiques musicaux américains organisé par le magazine The Village Voice. La chanson arrive aussi en tête du vote organisé par Melody Maker et se classe 2e de la liste annuelle de Rolling Stone. David Browne, d'Entertainment Weekly, estime que le rock alternatif a « rarement résonné de façon aussi vivante que sur le punk aux accents metal de Smells Like Teen Spirit ». Selon le site Forces parallèles, c'est « l’hymne rock par excellence des années 90 », portée par « un riff d’anthologie (et pourtant si simple, si évident !!) » et dont la « puissance et le message (coup de gueule contre l’apathie de sa génération selon Cobain) sont restés intacts ». Pour Arnaud de Vaubicourt, de Music Story, c'est « l’un des titres les plus importants de la décennie, ode à la vie désabusée d’une bande d’adolescents en chemise à carreaux. Le riff imparable (quatre accords barrés qui semblent avoir toujours existé, dans cet ordre là), l’universalité des paroles, et surtout cette voix, celle de Kurt Cobain, rageuse, abrasive, essorillée ». Parmi les rares critiques négatives, Josh Tyrangiel, de Time, estime qu'il s'agit du titre le plus faible de Nevermind.

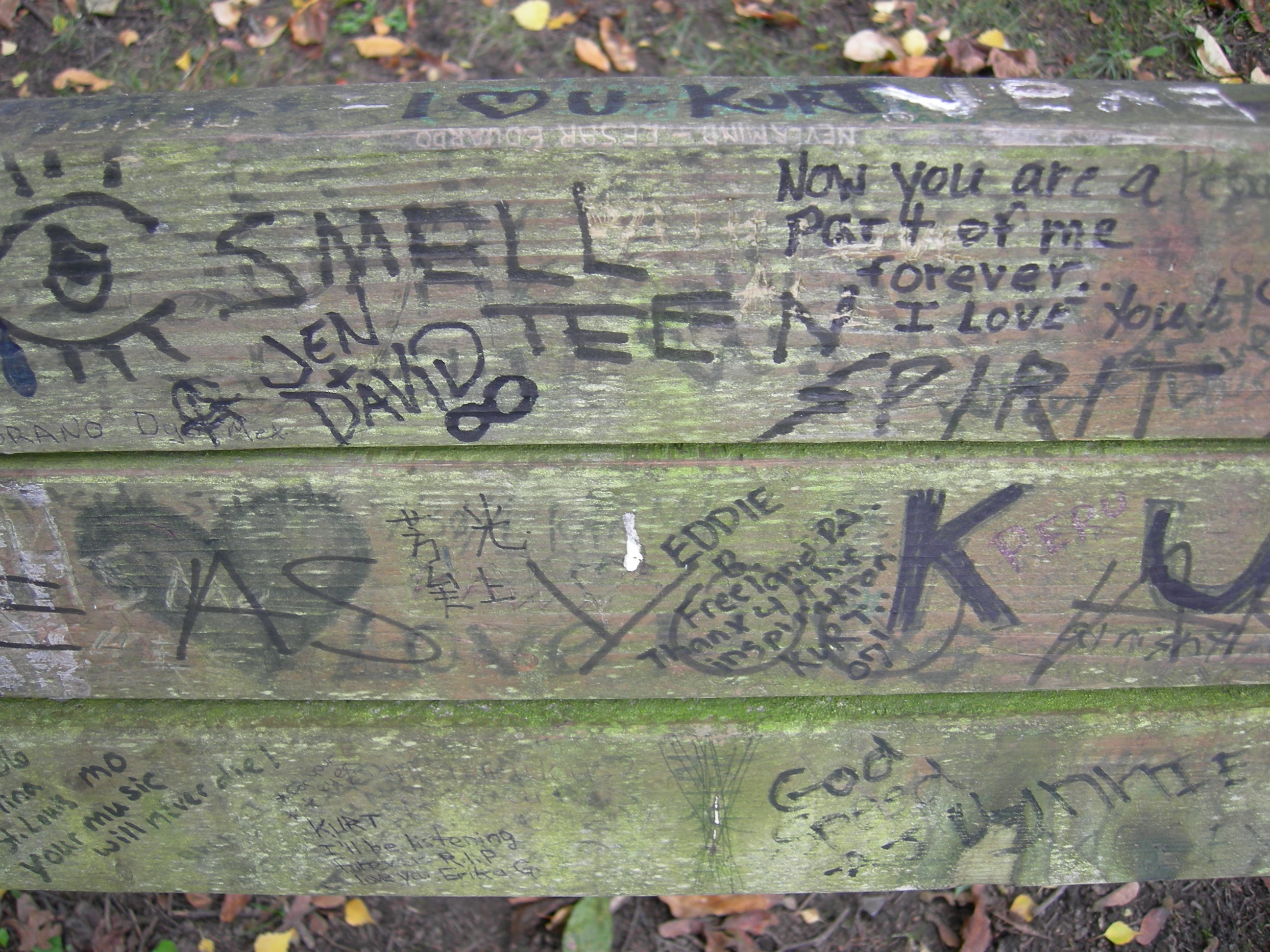
Un banc du Viretta Park de Seattle à la mémoire de Kurt Cobain.

La chanson a été décrite comme la « parfaite synthèse de l'angoisse et de l'ennui de la génération X » et la presse musicale l'a très vite érigée au statut d'hymne de toute une génération, plaçant ainsi un Kurt Cobain plus que réticent au niveau de porte-parole de la génération X malgré l'avertissement donné par Michael Azerrad, qui estimait qu'on ne pouvait pas qualifier ainsi Cobain et que la chanson pouvait aussi bien s'interpréter comme une attaque contre sa génération. Le chanteur remarque d'ailleurs dans Les Inrockuptibles que « tellement de gens sont passés à côté de Smells Like Teen Spirit. Ceux qui ont fait de la chanson un phénomène, ces gens qui achètent la musique qui passe sur MTV, les étudiants appliqués, les collégiens n'ont pas compris que le message leur était destiné, que la chanson était une attaque contre l'esprit jeune des universités et des « parties ». Je dois me rendre à l'évidence : le public de masse n'a pas compris grand chose au groupe ». Le New York Times affirmait dès la fin de l'année 1991 que Smells Like Teen Spirit « pourrait être pour sa génération l'équivalent d'Anarchy in the U.K. des Sex Pistols en 1976 si ce n'était pas l'ironie amère qui se dégageait de son titre » car « comme Nirvana ne le sait sans doute que trop bien, l'esprit adolescent (Teen Spirit) est systématiquement empaqueté sous emballage et vendu ».
En 2000, MTV et le magazine Rolling Stone la classent en 3e position de leur liste des 100 meilleures chansons pop derrière Yesterday et Satisfaction. La Recording Industry Association of America la classe en 2001 à la 80e place des meilleures chansons du siècle. Elle figure à la 9e place du classement des 500 meilleures chansons de tous les temps selon Rolling Stone en 2003, ainsi qu'à la première place du classement des 100 meilleurs singles de tous les temps du magazine Kerrang! en 2008. Toujours en 2003, le magazine Q la classe en 3e position de sa liste des 100 meilleures chansons. Le magazine New Musical Express la classe en première position dans sa liste des 20 meilleures chansons de Nirvana, ainsi qu'à la 2e place des 100 plus grands singles de tous les temps, derrière Love Will Tear Us Apart, en 2002. Elle figure également à la première place du classement des 10 meilleures chansons du groupe établi par PopMatters, pour qui c'est « la chanson de rock la plus aisément identifiable de ces vingt dernières années », ajoutant qu'elle « mérite d'avoir une place consacrée au sein de la musique populaire en raison de sa formidable mélodie accrocheuse, de ses fantastiques changements de nuances et de son riff tellement contagieux que plus personne n'a jamais plus ignoré l'existence du rock alternatif » et concluant par un « souvent imitée, jamais surpassée ». Début 2014, le magazine britannique NME place le titre à la première position de son classement des 500 meilleures chansons de tous les temps. La même année, Slant Magazine la classe en 2e position de sa liste des 15 meilleures chansons de Nirvana, évoquant « l'hymne parfait de l'ennui ressenti par la génération X ». Toujours en 2014, Paste la classe en 1re position de sa liste des 50 meilleures chansons grunge, estimant qu'elle a amené ce genre « sous les projecteurs et lui a donné non seulement un visage mais une voix » et « qu'aucune chanson ne capture comme celle-ci un moment dans le temps et représente toute la complexité et l'audace qui l'accompagnait » .
En septembre 2015, une étude réalisée par le Dr. Mick Grierson, de l'université de Goldsmiths, déclare Smells Like Teen Spirit comme étant la « chanson la plus emblématique de tous les temps ». Il explique avoir utilisé sept listes des meilleures chansons de tous les temps et en avoir analysé l'armure, le tempo, les accords, le contenu des paroles, la variété du timbre, ainsi que la variance acoustique pour en arriver à ce résultat. Il précise cependant qu'« il n'y a pas de formule magique pour cela ». Le titre de Nirvana devance Imagine de John Lennon, One de U2, Billie Jean de Michael Jackson et Bohemian Rhapsody de Queen.

### Distinctions
Le 9 septembre 1992, les MTV Video Music Awards ont lieu au Pauley Pavilion de Los Angeles et Nirvana y est logiquement nommé dans plusieurs catégories, mais également invité à jouer une chanson en direct. Kurt Cobain souhaite décliner, détestant ce genre de mondanités, cependant l'encadrement du groupe lui fait comprendre qu'ils ne peuvent refuser. De plus, alors qu'il voudrait interpréter Rape Me, il est contraint de jouer Lithium, moins violente et surtout moins controversée. C'est donc devant un public médusé qu'il commence les accords de Rape Me avant de se reprendre. Néanmoins, peu avant la fin du morceau, l'ampli de Chris Novoselic cesse de fonctionner et celui-ci devient alors furieux, lançant sa basse dans les airs. L'instrument lui retombe en plein visage, Novoselic ayant mal jugé sa réception, et le bassiste est à moitié assommé par le choc. Dave Grohl court ensuite s'emparer du micro et crie « Salut Axl ! Où es-tu Axl ? » en référence à l'altercation qui a opposé le leader de Guns N' Roses au couple Cobain-Love dans les coulisses. Courtney Love lui a en effet proposé sur un ton humoristique s'il ne voulait pas être le parrain de Frances Bean Cobain, leur fille. Axl Rose prend alors la mouche et demande à Cobain de la tenir tranquille sinon il le met à terre. Amusé, le chanteur de Nirvana répète à sa femme ce qu'Axl Rose vient de lui dire. Il s'ensuit un échange animé d'insultes entre Love et Stephanie Seymour, la petite amie de Rose à l'époque, Novoselic et Duff McKagan tentant d'intervenir pour que l'incident ne devienne pas plus grave,. Nirvana remporte, malgré tout, les prix du meilleur nouvel artiste et de la meilleure vidéo de rock alternatif au cours de la cérémonie et rend hommage à ses vrais fans lors des remerciements. Le clip est battu dans la catégorie de la vidéo de l'année par Right Now de Van Halen.
Le 24 février 1993, Smells Like Teen Spirit est nommé pour deux Grammy Awards : celui de la meilleure chanson rock et celui de la meilleure performance hard rock. Le magazine Entertainment Weekly estime que la défaite de Smells Like Teen Spirit dans la catégorie de la meilleure chanson rock face à Layla d'Eric Clapton, une chanson datant de plus de vingt ans et reprise dans le cadre d'un album acoustique, est l'un des dix plus grands scandales des Grammy Awards.

## Clip vidéo

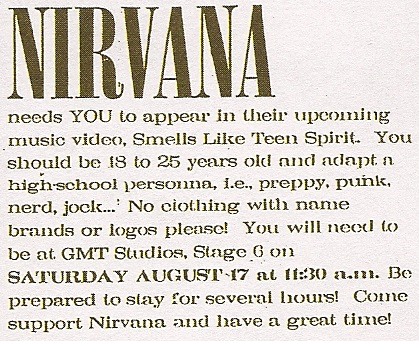
Extrait de la petite annonce passée par Nirvana pour le tournage du clip.

Samuel Bayer, réalisateur du clip, fait à cette occasion ses grands débuts dans la profession. Il affirme d'ailleurs qu'il pense avoir été engagé car sa bobine d'essai était si médiocre que le groupe s'attendait à ce que la production soit « punk » et pas du tout professionnelle. Le concept de la vidéo est un concert dans un lycée qui se termine dans le chaos le plus total. Ses inspirations principales sont deux films de 1979 : Violences sur la ville de Jonathan Kaplan et Rock 'n' Roll High School, un film avec les Ramones. L'idée initiale de Kurt Cobain était de représenter des lycéens enlevant leur proviseur et le faisant brûler vif dans un gymnase.
Le tournage a lieu le 17 août 1991 dans un studio de Culver City et le clip présente le groupe se produisant dans un gymnase de lycée avec un public d'adolescents, tout d'abord apathiques, dans les gradins et des pom-pom girls vêtues en noir avec le Ⓐ symbolisant l'anarchie sur leur tenue. Celles-ci sont recrutées dans un club de strip-tease local. Alors que la chanson avance, les lycéens se lancent progressivement dans un gigantesque pogo et finissent par détruire le plateau et l'équipement du groupe. Ce saccage concluant le clip est improvisé par les figurants qui sont restés tout un après-midi assis sur les gradins pendant que la chanson était jouée à de nombreuses reprises. Kurt Cobain persuade alors Bayer de les autoriser à se lancer dans un pogo et de filmer la scène de chaos général s'ensuivant. Les figurants, fatigués nerveusement et mécontents d'avoir dû rester assis si longtemps, se lâchent complètement pour l'occasion. Cobain n'est pas satisfait du montage final de Bayer et supervise personnellement un nouveau montage du clip qui est celui qui sera finalement diffusé. L'un des principaux ajouts effectués par Cobain est l'avant-dernier plan de la vidéo, un gros plan de son propre visage qui est resté dissimulé pendant le plus clair du clip. Le budget du clip est estimé entre 30 000 et 50 000 $.
Le clip, décrit par le journaliste de Rolling Stone David Fricke comme « le meilleur concert que vous puissiez imaginer », est nommé clip de l'année lors du vote annuel des critiques musicaux américains organisé par le magazine The Village Voice. Plus de quinze ans après sa première diffusion, il demeure le clip à avoir été le plus diffusé sur MTV Europe. L'ancienne directrice des programmes de la chaîne a affirmé que le clip avait « entièrement changé le style de MTV » en leur apportant « toute une nouvelle génération » de téléspectateurs. La chaîne VH1 le classe en 4e position de sa liste des 100 meilleurs clips de l'histoire. Il a été parodié par Weird Al Yankovic dans Smells Like Nirvana en 1992 et par Bob Sinclar dans Rock This Party (Everybody Dance Now) en 2006.
En décembre 2019, le clip vidéo atteint le milliard de visionnages sur YouTube.

## Interprétations en live

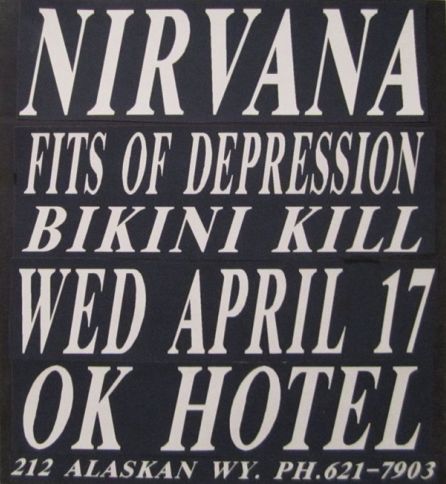
Affiche du concert du 17 avril 1991 au OK Hotel de Seattle, où la chanson a été jouée la première fois. Les groupes Fitz of Depression et Bikini Kill étaient programmés au même concert.

La chanson est jouée pour la première fois en public le 17 avril 1991 lors d'un concert au OK Hotel de Seattle. Les paroles de la chanson ne sont alors pas entièrement écrites et il y a donc quelques différences avec la version définitive, les premières paroles étant notamment « Come out and play, make up the rules » au lieu de « Load up on guns, bring your friends ». Cette interprétation figure sur le DVD du coffret With the Lights Out, sorti en 2004. Les paroles et le tempo de la chanson ont été par la suite régulièrement modifiés lors des concerts donnés par le groupe. Ainsi, le vers « our little group has always been » devient « our little tribe has always been » pour la version figurant sur l'album live From the Muddy Banks of the Wishkah, que le magazine Rolling Stone a qualifié de « deuxième vie pour cette chanson presque trop jouée ». Une autre interprétation célèbre de la chanson est celle ayant eu lieu lors de l'émission de la BBC Top of the Pops du 27 novembre 1991. À cette occasion, le trio joue en playback délibérément sans enthousiasme, et Kurt Cobain chante à voix basse, expliquant ultérieurement qu'il avait voulu imiter Morrissey, en modifiant sensiblement les paroles, par exemple « Load up on drugs, kill your friends » à la place de « Load up on guns, bring your friends ». À l'arrêt de Top of the Pops en 2006, The Observer a placé cette interprétation en 3e position des moments les plus inoubliables de l'émission. Elle figure sur le DVD Live! Tonight! Sold Out!!. Lors d'un concert à Rio de Janeiro le 23 janvier 1993, Flea, le bassiste des Red Hot Chili Peppers, rejoint Nirvana sur scène le temps de la chanson et accompagne le trio à la trompette.
Nirvana s'est très vite senti mal à l'aise devant le succès de la chanson qui l'avait propulsé au-devant de la scène de façon si fulgurante que tout semblait lui échapper. Cobain décide à l'occasion de ne pas l'interpréter en concert quand il estime que le public a été désagréable et s'amuse même parfois à berner celui-ci en entamant les premiers riffs du morceau avant de couper court en annonçant qu'ils ne le joueraient pas ce soir. Un peu avant sa disparition, Cobain affirmait : « j'aime toujours jouer Teen Spirit mais c'est presque embarrassant de l'interpréter. Tout le monde s'est beaucoup trop focalisé sur cette chanson ».

## Reprises

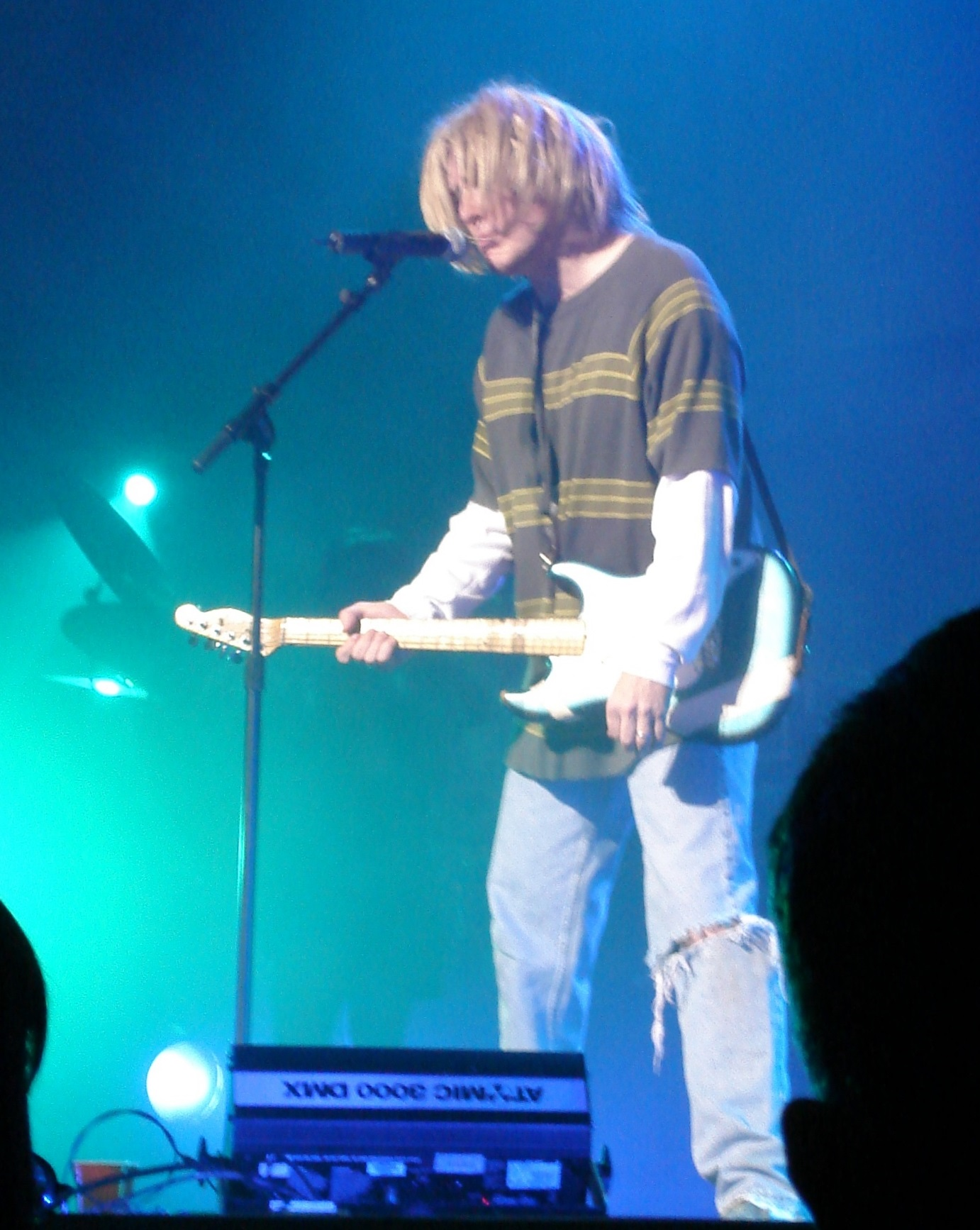
Weird Al Yankovic imitant Kurt Cobain et interprétant Smells Like Nirvana en 2007.

Smells Like Teen Spirit a été reprise par de nombreux artistes, qui l'ont interprétée dans des styles musicaux différents. L'une des premières reprises est celle de la chanteuse américaine Tori Amos, dans une version jouée au piano sortie en 1992 sur son maxi Crucify, que Cobain a qualifié de « formidable version pour accompagner les céréales au petit déjeuner ». Le style des reprises va du jazz, avec The Bad Plus sur l'album These Are the Vistas en 2003, ou Robert Glasper sur Black Radio en 2012, au swing avec le chanteur canadien Paul Anka en 2005 (sur l'album Rock Swings), en passant par la musique électronique avec The Moog Cookbook sur leur album homonyme en 1996, le human beatbox avec le japonais Dokaka, une reprise a cappella par le groupe anglais The Flying Pickets sur leur album The Original Flying Pickets: Volume 1 ou encore une reprise par la chorale féminine belge Scala & Kolacny Brothers en 2002 sur leur album Scala On the Rocks. D'autres reprises conservent tout de même un style pop rock, à l'image de celle des Melvins, avec Leif Garrett, en 2000 sur The Crybaby, de celle de la chanteuse espagnole Bebe sur la compilation Rhythms del Mundo Haiti en 2010, qui traduit les paroles en espagnol, ou encore de celle de Patti Smith sur Twelve en 2007. Un extrait de la chanson est reprise pour le film Moulin Rouge, le public du cabaret reprenant en chœur les célèbres paroles du refrain « Here we are now, entertain us, I feel stupid and contagious ». Le groupe allemand Atari Teenage Riot a quant à lui utilisé des échantillons de la chanson sur leur morceau Atari Teenage Riot, sorti en 1997 sur leur album Burn, Berlin, Burn!. En 2017, le groupe français Shaka Ponk reprend ce titre lors de l'émission des 25 ans de Taratata sur France 2, ainsi que pour le concert Alcaline au Trianon de Paris avec une chorale gospel, avant de l'interpréter par la suite lors de leur tournée The Monkadelic Tour en 2018.
Smells Like Teen Spirit a aussi été parodiée par le chanteur américain Weird Al Yankovic en 1992. Intitulée Smells Like Nirvana, sa chanson parle du groupe et de la difficulté à comprendre le chant de Cobain et le sens des paroles des chansons de Nirvana. Cette parodie a atteint la 35e place du Billboard Hot 100. Un responsable de DGC Records aurait d'ailleurs dit à Yankovic que sa parodie avait probablement permis de vendre un million d'exemplaires supplémentaires de Nevermind. En 1995, le groupe de punk rock Pansy Division sort une autre parodie, Smells Like Queer Spirit, sur son album Pile Up. Cependant, le guitariste Jon Ginoli a insisté sur le fait qu'il ne s'agissait pas d'une parodie mais d'un « hommage affectueux ». En 2013, le rappeur Jay-Z reprend avec l'accord de Courtney Love quelques paroles du refrain de la chanson pour son titre Holy Grail, en duo avec Justin Timberlake et disponible sur l'album Magna Carta... Holy Grail.

## Fiche technique

### Versions
Toutes les chansons sont écrites et composées par Kurt Cobain, Dave Grohl et Chris Novoselic sauf mention contraire.
| 1. | Smells Like Teen Spirit | 4:30 |
| 2. | Even In His Youth       | 3:06 |
| 3. | Aneurysm                | 4:44 |

| 1. | Smells Like Teen Spirit |             | 4:30 |
| 2. | Drain You               | Kurt Cobain | 3:43 |
| 3. | Even In His Youth       |             | 4:20 |
| 4. | Aneurysm                |             | 4:44 |

| 1. | Smells Like Teen Spirit | 4:30 |
| 2. | Even In His Youth       | 4:20 |

| A. | Smells Like Teen Spirit | 4:30 |
| B. | Even In His Youth       | 3:03 |

| A. | Smells Like Teen Spirit |             | 4:30 |
| B. | Drain You               | Kurt Cobain | 3:43 |

| A.  | Smells Like Teen Spirit |             | 5:00 |
| B1. | Drain You               | Kurt Cobain | 3:43 |
| B2. | Even In His Youth       |             | 4:20 |

| A.  | Smells Like Teen Spirit |             | 5:00 |
| B1. | Drain You               | Kurt Cobain | 3:43 |
| B2. | Aneurysm                |             | 4:44 |

| A.  | Smells Like Teen Spirit | 4:30 |
| B1. | Even In His Youth       | 4:20 |
| B2. | Aneurysm                | 4:44 |

| A. | Smells Like Teen Spirit | 4:30 |
| B. | Even In His Youth       | 3:03 |

### Crédits
- Kurt Cobain – chant, guitare
- Dave Grohl – batterie
- Chris Novoselic – basse

### Ouvrages
- (en) Michael Azerrad, Come as You Are: The Story of Nirvana, Doubleday, 1er septembre 1993, 336 p. (ISBN 0-385-47199-8)

1. ↑  Azerrad 1993, p. 175
2. 1 2  Azerrad 1993, p. 176
3. 1 2  Azerrad 1993, p. 211-212
4. ↑  Azerrad 1993, p. 167
5. 1 2  Azerrad 1993, p. 199
6. ↑  Azerrad 1993, p. 213
7. ↑  Azerrad 1993, p. 214
8. ↑  Azerrad 1993, p. 197
9. ↑  Azerrad 1993, p. 227
10. 1 2 3  Azerrad 1993, p. 190-191
11. ↑  Azerrad 1993, p. 257

- (en) Jim Berkenstadt et Charles R. Cross, Classic Rock Albums: Nevermind, Schirmer Books, 9 novembre 1998, 173 p. (ISBN 0-02-864775-0)

1. ↑  Berkenstadt 1998, p. 66
2. ↑  Berkenstadt 1998, p. 67
3. ↑  Berkenstadt 1998, p. 66-67
4. ↑  Berkenstadt 1998, p. 111
5. ↑  Berkenstadt 1998, p. 124-125

- (en) Charles R. Cross, Heavier Than Heaven: A Biography of Kurt Cobain, Hyperion, 21 août 2002, 432 p. (ISBN 0-7868-8402-9)

1. ↑  Cross 2001, p. 204-205
2. ↑  Cross 2001, p. 169
3. ↑  Cross 2001, p. 208

- Isabelle Chelley, Dictionnaire des chansons de Nirvana, Tournon, 18 avril 2005, 213 p. (ISBN 2-914237-40-5)

1. 1 2 3  Chelley 2005, p. 147
2. 1 2  Chelley 2005, p. 146
3. ↑  Chelley 2005, p. 145-146
4. 1 2  Chelley 2005, p. 148
5. ↑  Chelley 2005, p. 149

- Florent Mazzoleni, Nirvana et le Grunge : 15 Ans de Rock Underground américain, Presses de la Cité, coll. « Gilles Verlant présente », 6 février 2006, 159 p. (ISBN 2-258-06963-7)

1. 1 2  Mazzoleni 2006, p. 107-108
2. 1 2 3  Mazzoleni 2006, p. 128
3. ↑  Mazzoleni 2006, p. 119

- Richard Thomas, Nirvana de A à Z, Prélude et Fugue, coll. « les guides MusicBook », octobre 2001, 122 p. (ISBN 2-84343-076-3)

1. ↑  Thomas 2001, p. 103
2. ↑  Thomas 2001, p. 38
3. ↑  Thomas 2001, p. 108

- (en) Jeff Apter, The Dave Grohl Story, Omnibus Press, 1er décembre 2007, 288 p. (ISBN 978-1-84609-762-1)

1. ↑  Apter 2007, p. 148
2. ↑  Apter 2007, p. 150
3. ↑  Apter 2007, p. 152

- Autres ouvrages

1. 1 2  (en) Rikki Rooksby, Inside Classic Rock Tracks, Blackbeat, 2001 (ISBN 0-87930-654-8), p. 133-134
2. 1 2  (en) Larry Starr et Christopher Waterman, American Popular Music: From Minstrelsy to MTV, Oxford University Press, 2003 (ISBN 0-19-510854-X), p. 434-435
3. ↑  (en) Dave Marsh, Louie Louie, Hyperion, 1993 (ISBN 1-56282-865-7), p. 204-206
4. 1 2 3 4  (en) Chuck Crisafulli, Teen Spirit: The Stories Behind Every Nirvana Song, Carlton, 1996 (ISBN 0-684-83356-5), p. 37-38
5. ↑  (es) Fernando Salaverri, Sólo éxitos, año an año, 1959-2002, Fundación Author-SGAE, 2005 (ISBN 84-8048-639-2), p. 602
6. ↑  (fi) Timo Pennanen, Sisältää hitin: levyt ja esittäjät Suomen musiikkilistoilla vuodesta 1972, Otava Publishing Company Ltd., 2003 (ISBN 951-1-21053-X, lire en ligne).
7. ↑  (en) Reebee Garofalo, Rockin' Out: Popular Music in the USA, Allyn & Bacon, 1997 (ISBN 0-205-13703-2), p. 447

### Articles de presse
1. 1 2  (en) David Fricke, « Kurt Cobain: The Rolling Stone Interview », Rolling Stone,‎ 27 janvier 1994
2. ↑  (en) Charles R. Cross, « Requiem for a Dream », Guitar World,‎ octobre 2001
3. ↑  (en) Alan di Perna, « The Making of Nevermind », Guitar World,‎ automne 1996
4. ↑  (en) « Smells Like Teen Spirit », Rolling Stone,‎ 7 décembre 2000
5. 1 2  (en) Jon Chappell, « Nirvana's Music », Guitar,‎ juin 1993
6. ↑  (en) Alan di Perna, « Brave Noise—The History of Alternative Rock Guitar », Guitar World,‎ décembre 1995
7. ↑  (en) Charles R. Cross, « Cobainspotting », Guitar World,‎ octobre 2001
8. ↑  (en) Sean Ross, « Nirvana Receiving Less-Than-Spirited Airplay », Billboard,‎ 1er février 1992
9. 1 2  (en) « Nirvana Achieves Chart Perfection! », Billboard,‎ 25 janvier 1992
10. ↑  (en) Michael Azerrad, « Inside the Heart and Mind of Nirvana », Rolling Stone,‎ 16 avril 1992
11. ↑  (en) « The 35th Grammy Awards Nominations General Categories », Los Angeles Times,‎ 8 janvier 1993
12. ↑  (en) « Nirvana and The Story of Grunge », Q,‎ décembre 2005, p. 54
13. ↑  (en) Lorraine Ali, « From the Muddy Banks of the Wishkah Review », Rolling Stone,‎ 17 octobre 1996
14. ↑  (en) Elaine Lapriore, « 'Teen Spirit' at 10: An Unshakable Scent », The Washington Post,‎ 2 septembre 2001

### Autres sources
1. 1 2 3 4 5 6  (en) Classic Albums: Nirvana-Nevermind, Isis Productions, 2004, DVD
2. ↑  (en-US) Devon Ivie, « You’ll Never Listen to Nirvana the Same After This Dave Grohl Anecdote », sur Vulture, 2 juillet 2021 (consulté le 22 décembre 2021)
3. 1 2  (en) « 500 Greatest Songs of All Time », Rolling Stone (consulté le 3 avril 2013)
4. 1 2  (en) « Gold & Platinum - RIAA », sur riaa.com (consulté le 16 septembre 2017)
5. 1 2  (en) « Watch - Archives - Yahoo Music Week Ending Oct. 2, 2010. Albums: Rookie Bumps A Legend », sur music.yahoo.com (version du 5 mars 2014 sur Internet Archive)
6. 1 2  (da) « Nirvana "Smells Like Teen Spirit" », sur ifpi.dk (consulté le 16 septembre 2017)
7. 1 2  (en) « Certified Awards Search - Nirvana », BPI (consulté le 13 avril 2019)
8. 1 2  (it) « FIMI - Certificazioni - FIMI », sur fimi.it (consulté le 15 janvier 2018)
9. 1 2  (de) « Gold-Platin Datenbank -  Nirvana », sur musikindustrie.de (consulté le 14 avril 2018)
10. 1 2  (en) « ARIA End Of Year Singles 1992 », sur ariacharts.com.au (consulté le 16 septembre 2017)
11. 1 2  (en) « NZ Top 40 Albums Chart », sur nztop40.co.nz (consulté le 16 septembre 2017)
12. 1 2  (sv) « Smells Like Teen Spirit.PNG - directupload.net », sur directupload.net (version du 11 novembre 2015 sur Internet Archive)
13. ↑  (de) Musicline.de – Nirvana. GfK Entertainment. PhonoNet GmbH.
14. ↑  (en) Australian-charts.com – Nirvana – Smells Like Teen Spirit. ARIA Top 50 Singles. Hung Medien.
15. ↑  (de) Austrian-charts.com – Nirvana – Smells Like Teen Spirit. Ö3 Austria Top 40. Hung Medien.
16. ↑  (nl) Ultratop.be – Nirvana – Smells Like Teen Spirit. Ultratop 50. Ultratop et Hung Medien / hitparade.ch.
17. ↑  (en) « Top Singles - Volume 55, No. 9, February 22 1992 », sur collectionscanada.gc.ca (consulté le 3 avril 2013)
18. 1 2  (en) « Nirvana Awards », AllMusic (consulté le 3 avril 2013)
19. ↑  Lescharts.com – Nirvana – Smells Like Teen Spirit. SNEP. Hung Medien.
20. ↑  (en) « Search Song Title - Smells Like Teen Spirit », sur IrishCharts.ie (consulté le 3 avril 2013)
21. ↑  (it) « I singoli più venduti del 1992 », sur hitparadeitalia.it (consulté le 3 avril 2013)
22. ↑  (en) Norwegiancharts.com – Nirvana – Smells Like Teen Spirit. VG-lista. Hung Medien.
23. ↑  (en) Charts.org.nz – Nirvana – Smells Like Teen Spirit. RMNZ. Hung Medien.
24. ↑  (nl) Nirvana – Top 40-artiesten. Nederlandse Top 40. Stichting Nederlandse Top 40.
25. ↑  (en) « Nirvana - Singles », sur officialcharts.com (consulté le 3 avril 2013)
26. ↑  (en) Swedishcharts.com – Nirvana – Smells Like Teen Spirit. Singles Top 60. Hung Medien.
27. ↑  (en) Swisscharts.com – Nirvana – Smells Like Teen Spirit. Schweizer Hitparade. Hung Medien.
28. ↑  (da) « Nirvana "Smells Like Teen Spirit" », sur ifpi.dk (consulté le 16 septembre 2017)
29. 1 2  (en) « The 1991 Pazz & Jop Critics Poll », sur robertchristgau.com (version du 7 mai 2006 sur Internet Archive)
30. ↑  (en) David Browne, « Nevermind », Entertainment Weekly, 25 octobre 1991 (consulté le 3 mars 2013)
31. ↑  « Nirvana - Nevermind », sur nightfall.fr, 18 octobre 2005 (consulté le 5 avril 2013)
32. ↑  Arnaud de Vaubicourt, « Chronique de Nevermind », Music Story (consulté le 5 avril 2013)
33. ↑  (en) Josh Tyrangiel, « All-Time 100 Albums Nevermind », Time, 13 novembre 2006 (consulté le 9 avril 2013)
34. ↑  (en) « Sold on Song - Smells Like Teen Spirit », BBC, avril 2005 (consulté le 3 avril 2013)
35. ↑  (en) Simon Reynolds, « Boredom + Claustrophobia + Sex = Punk Nirvana », The New York Times, 24 novembre 1991 (consulté le 6 avril 2013)
36. ↑  (en) Sandra Angulo, « Lord Jim », Entertainment Weekly, 17 novembre 2000 (consulté le 6 avril 2013)
37. ↑  (en) Jamie Allen, « New song list puts 'Rainbow' way up high », sur cnn.com, 7 mars 2001 (consulté le 6 avril 2013)
38. ↑  (en) « Kerrang! 100 Greatest Singles of All Time », sur acclaimedmusic.net (consulté le 5 avril 2013)
39. ↑  (en) « U2's One named 'greatest record' », British Broadcasting Corporation, 18 novembre 2003 (consulté le 6 avril 2013)
40. ↑  (en) « Countdown: 20 Greatest Nirvana Songs Ever », New Musical Express (version du 6 février 2005 sur Internet Archive)
41. ↑  (en) « NME'S 100 Greatest Singles Of All Time Unveiled », New Musical Express (version du 27 avril 2006 sur Internet Archive)
42. ↑  (en) « The 10 Best Nirvana Songs Ever », PopMatters (consulté le 5 avril 2013)
43. ↑  (en) « Nirvana's 'Smells Like Teen Spirit' tops NME's list of 500 greatest songs of all time », sur nme.com (consulté le 6 février 2014)
44. ↑  (en) « The 15 Greatest Nirvana Songs », Slant Magazine, 9 avril 2014
45. ↑  (en) Michael Danaher, « The 50 Best Grunge Songs », Paste, 4 août 2014 (consulté le 9 janvier 2018)
46. ↑  (en) « Nirvana's 'Smells Like Teen Spirit' is branded the most 'iconic song of all time' », sur NME (consulté le 28 septembre 2015)
47. ↑  (en) « Part 2: 1991: “What’s so civil about war anyway?” », sur avclub.com (consulté le 1er avril 2013)
48. ↑  (en) « All Apologies », sur seattleweekly.com (consulté le 1er avril 2013)
49. ↑  (en) « What Really Happened at the 1992 MTV Music Video Awards », sur seattleweekly.com (consulté le 1er avril 2013)
50. ↑  (en) « 1992 Video Music Awards », sur mtv.com (consulté le 11 avril 2013)
51. ↑  (en) Michael Endelman, « 1992: Eric Clapton over Nirvana », Entertainment Weekly, 31 janvier 2010 (consulté le 6 avril 2013)
52. ↑  (en) Caryn Ganz, « “Smells Like Teen Spirit” Smells Like It’s 19 Today », sur yahoo.com, 10 septembre 2010 (consulté le 11 avril 2013)
53. ↑  (en) « Achieving Nirvana: Grunge Band's 'Teen Spirit' is Top Song of Past Two Decades », sur abcnews.com, 27 novembre 2006 (consulté le 11 avril 2013)
54. ↑  (en) Gary Susman, « Video History », Entertainment Weekly, 7 mai 2001 (consulté le 11 avril 2013)
55. ↑  « "Smells Like Teen Spirit" vu plus d'un milliard de fois ! », sur Classic 21, 27 décembre 2019 (consulté le 16 décembre 2021)
56. ↑  (en) « 'Top of the Pops' shows », The Guardian, 16 juillet 2006 (consulté le 11 avril 2013)
57. ↑  « Nirvana et Flea (Red Hot) », sur seattlesound.com, 28 octobre 2009 (consulté le 11 avril 2013)
58. ↑  (en) « Smells Like Teen Spirit Versions », sur secondhandsongs.com (consulté le 12 avril 2013)
59. ↑  « TARATATA N°519 », sur mytaratata.com (consulté le 5 juillet 2018)
60. ↑  « Alcaline, le concert Shaka Ponk - Alcaline le concert », 21 juin 2018 (consulté le 5 juillet 2018)
61. ↑  (en) « Weird Al Yankovic Chart History », Billboard (consulté le 12 avril 2013)
62. ↑  (en) « "Weird Al" Yankovic Dishes On James Blunt, Discusses His Role As the Whitest, Nerdiest Rock Star Ever », Rolling Stone, 19 septembre 2006 (consulté le 12 avril 2013)
63. ↑  (en) « Jay-Z Reveals Nirvana-Referencing Lyrics to "Holy Grail" Featuring Justin Timberlake », sur pitchfork.com (consulté le 27 avril 2014)
64. ↑  « Nirvana– Smells Like Teen Spirit », sur discogs.com, Discogs
65. ↑  « Nirvana– Smells Like Teen Spirit », sur discogs.com, Discogs
66. ↑  « Nirvana– Smells Like Teen Spirit », sur discogs.com, Discogs
67. ↑  « Nirvana– Smells Like Teen Spirit », sur discogs.com, Discogs
68. ↑  « Nirvana– Smells Like Teen Spirit », sur discogs.com, Discogs
69. ↑  « Nirvana– Smells Like Teen Spirit », sur discogs.com, Discogs
70. ↑  « Nirvana– Smells Like Teen Spirit », sur discogs.com, Discogs
71. ↑  « Nirvana– Smells Like Teen Spirit », sur discogs.com, Discogs
72. ↑  « Nirvana– Smells Like Teen Spirit », sur discogs.com, Discogs